# Plaza Mayor de Almagro
En el camino de Toledo a Granada, y con posible origen en un pequeño castillo árabe localizado por algunos historiadores en lo que hoy es la ermita de San Juan, nació la villa de Almagro - ciudad desde 1796 - poco después de la batalla de Las Navas de Tolosa, que tuvo lugar en 1212, y le fue otorgado fuero por fray Gonzalo Yáñez de Noboa, IX maestre de la Orden de Calatrava, que confirmó en 1222 el rey Fernando III el Santo. Capital de los calatravos y de lo que después se ha dado en llamar Campo de Calatrava, alcanzó pronto tal pujanza que el rey Alfonso X el Sabio convocó Cortes en ella en 1273.

## La Plaza
La plaza medieval sufrió una notable transformación a lo largo del siglo XVI, coincidiendo con la llegada a Almagro de los Fúcar - castellanización del apellido flamenco Fugger -, banqueros súbditos del emperador Carlos V, a quienes se les había arrendado las minas de azogue de Almadén como privilegio por el apoyo económico de la banca familiar durante las guerras de Europa. Se levantaron nuevos edificios en la plaza y se debe a ellos la influencia de las galerías acristaladas, con recuerdos septentrionales, que ennoblecen y dan un aspecto singular a los dos lados mayores de esta Plaza Mayor de Almagro, denominación con la que tradicionalmente se le ha conocido, aunque en distintos momentos haya recibido otros nombre como de la Constitución, de la República, Real o de España, tras la última Guerra Civil. En la década de 1960 se comenzó su restauración que concluyó en 1967, tal como figura en una placa colocada en el edificio del Ayuntamiento. La obra, dirigida por el arquitecto Francisco Pons-Sorolla, devolvió al singular conjunto la nobleza y el esplendor del siglo XVI.
De planta rectangular irregular, uno de sus lados mayores se abre en la parte correspondiente al Palacio Maestral, y según planos antiguos tiene 125 varas de longitud por 44 de anchura, es decir, 104,5 por 37 metros, aproximadamente.

### Ayuntamiento

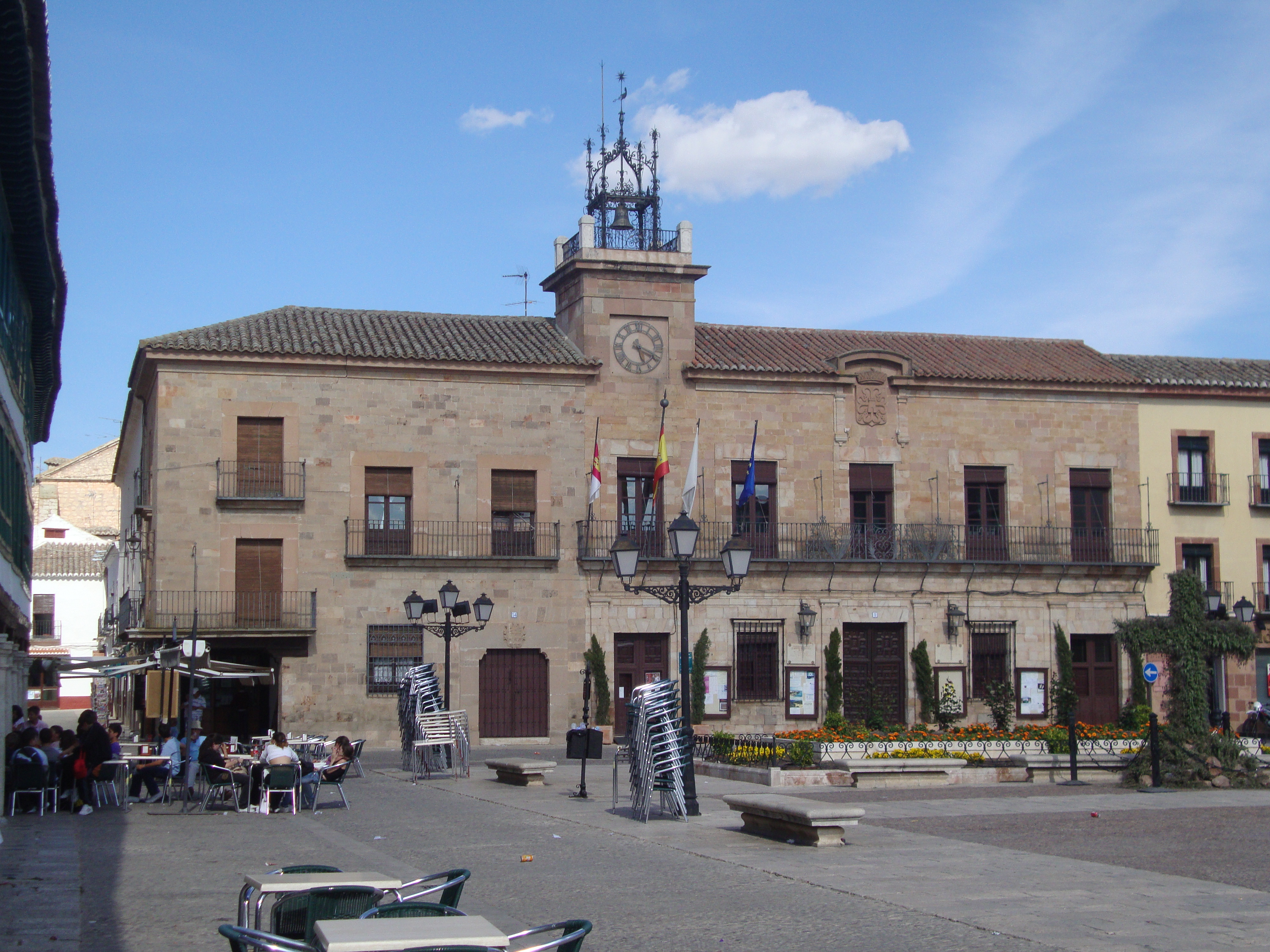
Ayuntamiento de Almagro

En el lado este, uno de los menores, se levanta el Ayuntamiento, edificio que ha sufrido numerosas transformaciones. Una de las más importantes fue la que llevó a cabo en 1865 el arquitecto Cirilo Varas y Soria. Restaurado en 1967 con el conjunto de la plaza, ofrece una elegante fachada de piedra sillar, con tres puertas y ventanas enrejadas en la planta baja y en la principal balcón corrido con cinco vanos adintelados, coronado el central por un gran escudo con las viejas armas de la ciudad (las de la encomienda de las casas de Almagro, con la cruz flordelisada de la Orden de Calatrava y en punta las dos trabas negras, insignia del maestre). En el ángulo izquierdo del edificio destaca una pequeña torre aterrazada en la que se encuentra un reloj de forja y de la que sobresale una singular estructura metálica, también de forja, que sostiene la campana, fechada en 1798 y que proviene del antiguo convento de Santa Catalina, de frailes franciscanos.
Flanquea el edificio consistorial una mansión solariega, de balcones asimétricos y corrido balcón angular sobre columnas pétreas, que fue restaurado junto con el resto de la plaza. La puerta de entrada, de mediados del siglo XVI, fue trasladada aquí desde un edificio de la antigua calle de la Compañía. En su dintel aparecen las armas de la familia Arce. Junto al bloque configurado por el Ayuntamiento y el edificio esquinado se levanta la iglesia del convento de San Agustín.

### Lados mayores de la plaza
La mayor singularidad de esta plaza se centra en sus lados mayores, donde se levanta un armónico conjunto de viviendas que se disponen sobre soportales en dos alturas, sostenidas por ochenta y cinco columnas de piedra de orden toscano, sobre las que descansan las gruesas zapatas y vigas de madera pintadas de almagre. Estas edificaciones de modestos materiales tienen su mayor originalidad en el doble piso de galería acristalada, que proporciona un característico sabor y notable originalidad al conjunto por tratarse de un caso singular de la arquitectura castellana. Estas galerías estuvieron inicialmente abiertas, eran de carácter público y se utilizaban para presenciar los espectáculos que tenían lugar en la plaza. Posteriormente, fueron cerradas. Sus ventanas balconcillos, al igual que los barrotes torneados, debieron de estar pintados de almagre, pero posteriormente, con motivo de la proclamación del rey Carlos IV en 1788, se pintaron de verde turquesa . Sobre las galerías, sencillos canecillos soportan el alero, y en el tejado, cubierto con teja árabe se levantan buhardillas encaladas, blancas chimeneas y algunas veletas de hierro.
En el lado norte de la plaza, a la derecha desde el Ayuntamiento, se abre el callejón del Villar, donde puede observarse la estructura de la construcción de las viviendas, además de otros elementos, como una columna con capitel tallado en el que figura una jarra con azucenas. En el lado sur se localiza la antigua calle del Toril, hoy del Capitán Parras, en recuerdo de un hijo de este pueblo que murió en 1924, durante la guerra de África. En esta calle se encuentra la casa de Diego de Molina el Viejo. El soportal y las galerías acristaladas se truncan con dos grandes columnas de granito que sostienen zapatas y una poderosa viga con escudos familiares. La portada enmarcada de piedra, de finales del siglo XVI, presenta un escudo con las armas de Molina, Dávila y Fajardo. Otras edificaciones mantienen algún tipo de interés, como dos casas con dinteles de piedra o la casa de los Rosales, con fachada de fines del siglo XVII.

### Corral de Comedias
El Corral de comedias de Almagro, único en España de sus características, se ubica en el antiguo mesón de la plaza, que era conocido popularmente como mesón o posada de las Comedias. Aunque se suele indicar 1628, no se tiene noticia de la fecha exacta de su construcción, por sus características parece corresponder a los últimos años del siglo XVI o primeros del XVII. Su interior tiene vigas y zapatas pintadas de llamativo almagre que destaca sobre la cal. La cazuela, la galerías, los escenarios, los aposentos de gente principal y los camerinos de comediantes forman un conjunto difícil de olvidar. Vinculado a este teatro se celebra en Almagro, cada mes de julio, el Festival Internacional de Teatro Clásico.

### Palacio Maestral
El palacio Maestral se debe mencionar desde el punto de vista arquitectónico, poco se conserva de él tras el incendio ocurrido en el siglo XVIII, cuando estaba dedicado a cuartel de caballería. Reformado en aquel momento y destinado a partir de 1802 para sacro convento de Calatrava, tan solo se conserva de interés una galería y el patio.

### Antigua iglesia de San Bartolomé
En la zona ajardinada frente al palacio Maestral se levantaba, cerrando la plaza, la antigua iglesia de San Bartolomé, derribada en los primeros años del siglo XIX y con cuyas piedras se construyó la plaza de toros. En estos jardines se colocó una estatua ecuestre del adelantado de Chile, hijo de esta ciudad, Diego de Almagro, obra del escultor manchego Joaquín García Donaire.